# USS North Dakota (SSN-784)
USS North Dakota (SSN-784) — одиннадцатая подводная лодка США класса «Вирджиния», второй корабль в составе ВМС США, названный в честь штата Северная Дакота. По состоянию на сентябрь 2014 года лодка принята флотом.
Конструкция субмарины   «Норт Дакота», первой в модифицированной серии «Вирджиния Блок III», примерно на 20% переработана для снижения её цены и повышения эксплуатационных характеристик. Изменения коснулись носовой части, где двенадцать индивидуальных ракетных пусковых установок были заменены на две установки большого диаметра револьверного типа, каждая из которых способна запустить до шести крылатых ракет типа «Томагавк». Подобная схема пусковых установок уже применяется на АПЛ типа «Огайо», переоборудованных под крылатые ракеты «Томагавк».
11 мая 2012 года заложен киль подводной лодки.
29 августа 2013 года лодка была спущена на воду.
29 августа 2014 года лодка была принята флотом.